# Kenneth Locke Hale
Kenneth Locke Hale, ameriški jezikoslovec, * 15. avgust 1934, Evanston, Illinois, ZDA, † 8. oktober 2001.
Kenneth Locke Hale je podal pomembne prispevke na področju raziskovanja sintakse in fonologije za vrsto redkih in ogroženih jezikov. 
Magisterij in doktorat je pridobil na Univerzi Indiana, Bloomington. Leta 1967 je postal profesor jezikoslovja na Tehnološkem inštitutu Massachusettsa (MIT). 
Kenneth Locke Hale je raziskoval koncept jezikoslovnih univerzalov s primerjalnimi študijami različnih jezikov. Drugo pomembno področje delovanja Halea je bila raziskovanje ogroženih jezikov, kjer je vztrajal na spoznavanje jezikov skozi naravne govorce teh avtohtonih jezikov. Paul R. Platero, govorec Navajo jezika in LaVerne Masayesua Jeanne, govorec Hopi jezika, sta bila tako študenta na študijskem programu Halea. 
Znan je bil tudi kot poliglot, ki se je v času svojega življenja naučil številnih avtohtonih jezikov, med drugim jezikov Jemez in Hopi. 